# Мирзоширинов, Умед
Умед Мирзоширинов (род. 29 мая 1972, Хорог, ГБАО, Таджикская ССР) — таджикский кинорежиссёр

## Биография
Родился 29 мая 1972 в городе Хорог, Горно-Бадахшанская автономная область, Республика Таджикистан. Окончил актёрский факультет ВГИКа (1993, мастерская М. А. Глузского), режиссерский факультет ВИППКа (1998, мастерская В. В. Наумова). В период учёбы принимал участие в съемках фильмов киностудии «Мосфильм», с 2000 работает на «Таджикфильме».

## Фильмография
- 1997 — Бумеранг (к/м, учебная)
- 2001 — Цветы Душанбе (док.)
- 2003 — Статуя любви